# Билед
Билед (рум. Biled) је село и једино насеље истоимене општине Билед, која припада округу Тимиш у Републици Румунији.

## Положај насеља
Село Билед се налази у источном, румунском Банату, на 20 километара удаљености од Србије. Од Темишвара село је удаљено око 35 км. Сеоски атар је у равничарском делу Баната.

## Прошлост
Године 1666. посетили су калуђери српског манастира Пећке патријашије и село Билед. Записали су доста мештана Срба приложника: домаћин (где су коначили) Никола, Казимир, Радоје, Михаило, Хранисав, Смиљко, Владислав, Берисав, Игњатије, Милосав, Ралета, Рафаило, Вујчета, Иван, Радојица, Милорад и поп Недељко.
Аустријски царски ревизор Ерлер је 1774. године констатовао да место "Билет" припада Сентандрашком округу, Темишварског дистрикта. Ту је римокатоличка црква а становништво је било немачко.

## Становништво
По последњем попису из 2002. село Билед имало је 3.515 ст., од чега Румуни чине 80%. До пре 50ак година село је било претежно насељено Немцима, који данас чине мање свега 3% сеоског становништва. Последњих деценија број становништва опада.